# هامون پوزک
هامون پوزک نام دریاچه‌ای در مرز افغانستان و ایران و یکی از تالاب‌های تشکیل‌دهنده دریاچه هامون است. مساحت کل این هامون داخلی افغانستان آبگیری می‌شود، در اکثر مواقع دارای آب بوده و از کیفیت مناسبی برخوردار می‌باشد. پوزک در داخل خاک ایران به صورت چند برکه از هم جدا وجود دارد که در مواقع پرآبی به یکدیگر می‌پیوندند. بزرگ‌ترین این برکه‌ها چونگ خرگوش با وسعتی حدود ۳۰۰۰ هکتار در نزدیکی مرز شرقی ایران واقع شده است. بیشینهٔ ژرفای آب آن از سه متر بیشتر نیست.
هامون دارای سه بخش هامون پوزک، هامون صابری (شاپوری) و هامون هیرمند است. به‌طور کلی تالاب‌های دریاچه هامون دارای عمق متوسطی بین ۱ تا ۵ متر می‌باشد.

## محیط زیست
تالابهای «انتهای جنوبی هامون پوزک» به وسعت ۱۰ هزار هکتار و «هامون صابری و هامون هیرمند» به وسعت ۵۰ هزار هر دو در سال ۱۹۹۰ به دلیل ایجاد سازه‌های آبی در افغانستان، تخصیص آب برای مقاصد آشامیدنی و کشاورزی از سوی ایران و افغانستان و ورود ماهی غیربومی «آمور» از سوی شیلات که نسل نی‌های منطقه را از بین برده است در فهرست قرمز کنوانسیون رامسر قرار گرفته‌اند.
در دهه ۱۳۸۰ هیچ گونه آلودگی جدی در دریاچه هامون بخش پوزک دیده نشده است و آلودگی‌ها در حدی نیست که بخواهد تغییری در اکوسیستم دریاچه به وجود بیاورد یا آثاری از نیزارها، ماهی‌ها و دیگر موجودات تالاب نباشد، اما تردد قایق‌ها در این هامون نگرانی‌هایی دربرداشته است.

## حوضه آبریز
این دریاچه عمدتاً از باران‌های زمستانی و آب شدن برفهای رشته کوه‌های افغانستان در بهار تغذیه می‌شود. آب از طریق رودهای خاشرود و هیرمند که در رشته کوه‌های هندوکش، کوه بابا، کوه پغمان و سیاه بند در ارتفاعات مرکزی افغانستان واقع در شمال شرقی دریاچه سرچشمه می‌گیرند به آن می‌رسد. مهم‌ترین سهم هیرمند از بازویی به نام پریان وارد دریاچه در قسمت جنوبی آن می‌شود. سرشاخه‌های آن در تابستان تقریباً خشک هستند، اما در اواخر زمستان و اوایل بهار مقدار زیادی آب از برف‌های در حال ذوبی که بر روی کوه‌های بلند توده هندوکش باریده است (گاهی ۲۰۰۰ متر مکعب در ثانیه برای هیرمند) حمل می‌کنند که باعث بالا آمدن سریع آب دریاچه می‌شود.
اکثر هامون‌ها و تالاب‌های حاشیه ایران در تابستان ۱۹۷۱ و در پی چندین سال خشکسالی استثنایی به‌طور کامل خشک شدند. سلسله سال‌های خشک دیگری در نیمه دوم دهه ۱۹۸۰ رخ داد و تالاب‌های ایران بار دیگر کاملاً خشک شدند، اما تصاویر ماهواره‌ای نشان داد که بخش افغانستانی هامون پوزک با کشتزارهای وسیع نیزار در زیر آب باقی مانده است.
در اوایل دهه ۱۹۹۰، برعکس، پس از یک سلسله سال‌های بسیار مرطوب، هامون‌ها کاملاً پر و تالاب‌ها در وضعیت عالی قرار داشتند.

## حیات وحش
این دریاچه برای گذر و زمستان گذرانی زندگی پرندگان آبزی مهاجر و همچنین طی سال‌ها بالا بودن سطح آب، برای لانه‌سازی و پرورش طیفی از گونه‌های پرندگان اهمیت فوق‌العاده‌ای دارد.

## پرندگان آبزی
حدود ۳۶۹۰۰۰ پرنده آبزی در جریان نظارت هوایی بخش افغانستان از هامون پوزک در ژانویه ۱۹۷۶ شمارش شد که توزیع آنها به قرار زیر است:
- پلیکان: ۲۵۰ پلیکان سفید بزرگ و ۳۵۰ پلیکان خاکستری
- باکلان: ۱۴۰۰ باکلان بزرگ
- حواصیل: تقریباً ۱۸۰۰ حواصیل سفید بزرگ، بیش از ۴۰۰ حواصیل خاکستری و ۱۲ حواصیل ارغوانی
- غازها و قوها: بیش از ۳۰۰۰ غاز خاکستری، چند قوی فریادکش و یک گروه قوی متشکل از ۴۷۰ تنجه ثبت شدند.
- مرغابی‌ها جنس آناس متعدد و از گونه‌های متنوعی هستند: بیش از ۱۰۰۰۰ گیلار اوراسیایی و همین‌طور اردک ارده‌ای، چند ده هزار خوتکای معمولی و مرغابی سرسبز، بیش از ۱۵۰۰۰ فیلوش شمالی و ۱۰۰۰۰ نوک‌پهن شمالی. که در مجموع نزدیک به ۱۰۰۰۰۰ پرنده آبزی از این گونه‌های مختلف وجود دارد.
- ۲۵۰۰ اردک تاجدار،
- اردک غواصی: کمتر از ۵۰۰۰۰ اردک سرحنایی، ۲۵۰۰ اردک سیاه‌کاکل و صد اردک بلوطی
- مرگوس‌ها نادر هستند: حدود چهل اردک ماهی‌خوار سفید
- ۱۰ اردک سرسفید و ۵ درنای خاکستری بسیار نادر هستند، اما وجود دارند.
- چنگر اوراسیایی بسیار فراوان هستند (حدود ۱۷۵۰۰۰ عدد وجود دارد). کمتر از ۲۰۰ خروس‌کلی شمالی، حدود ۵۰۰ گیلانشاه دم‌سیاه و ۱۴۰۰ پرندگان کنارآبزی وجود دارد.
- مرغان دریایی و کاکایی‌های راستین: حدود یکصد کاکایی سرسیاه بزرگ، کم و بیش ۱۰۰ کاکایی سرسیاه کوچک و کاکایی صورتی، ۱۰۰ کاکایی خزری
- در نهایت بیش از ۷۵ پرستودریایی تیره